# Pás karet

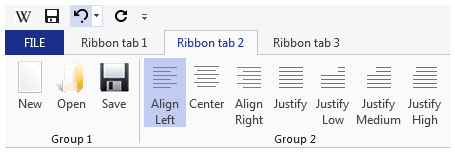
Vzhled widgetu pás karet (ribbon)

Ribbon (také známý pod názvem pás karet) je Microsoftem patentovaný ovládací prvek uživatelského rozhraní jeho operačního systému Windows. Má podobu řady přepínacích kartiček s oušky, přičemž každá kartička v sobě sdružuje skupinu ikonek vzájemně souvisejících, příbuzných funkcí – např. formátování, tabulky, úpravy, zobrazit apod. Tyto kartičky se zpravidla rozprostírají horizontálně v horní části okna příslušné aplikace.
Pás karet se objevuje v novějších verzích programů vyvíjených firmou Microsoft, zejména v kancelářském balíku Microsoft Office. Podle některých tento prvek zbytečně zabírá místo, obvláště na širokoúhlých obrazovkách. Ribbon byl poprvé uveden v Office 2007 a po jeho příznivém přijetí byl přidán i do dalších aplikací od Microsoftu – ve Windows 7 jsou tak ribbonem vybaveny už i WordPad, Malování či Windows Live Movie Maker. V operačním systému Windows 8 se tento prvek nepřestává používat a je jím vybaven i Průzkumník Windows. V Office 2019 bude ribbon v základu jednořádkový.
Jsou rozpory ohledně toho, zda si společnost Microsoft může nárokovat patent na daný grafický prvek. Někteří totiž poukazují na to, že ovládací prvky velice podobného charakteru se vyskytovaly již dříve v softwarových produktech Borland Delphi, Macromedia Dreamweaver, Macromedia HomeSite nebo Autodesk Maya.